# Calonarius
Calonarius Niskanen & Liimat. – rodzaj grzybów z rodziny zasłonakowatych (Cortinariaceae).

## Systematyka i nazewnictwo
Pozycja w klasyfikacji według Index Fungorum: Calonarius, Cortinariaceae, Agaricales, Agaricomycetidae, Agaricomycetes, Agaricomycotina, Basidiomycota, Fungi.
Gatunki występujące w Polsce:
- Calonarius arcuatorum (Rob. Henry) Niskanen & Liimat. 2022 – tzw. zasłonak brązowoliliowy
- Calonarius aureofulvus (M.M. Moser) Niskanen & Liimat. 2022 – tzw. zasłonak złotożółty
- Calonarius callochrous (Pers.) Niskanen & Liimat. 2022 – tzw. zasłonak strojny
- Calonarius citrinus (J.E. Lange ex P.D. Orton) Niskanen & Liimat. 2022[2]
- Calonarius coniferarum (M.M. Moser) Niskanen & Liimat. 2022[3]
- Calonarius dibaphus (Fr.) Niskanen & Liimat. 2022 – tzw. zasłonak biskupi
- Calonarius elegantior (Fr.) Niskanen & Liimat. 2022 – tzw. zasłonak słomkowożółty
- Calonarius meinhardii (Bon) Niskanen & Liimat. 2022
- Calonarius odorifer (Britzelm.) Niskanen & Liimat. 2022 – tzw. zasłonak anyżkowy
- Calonarius piceae (Frøslev, T.S. Jeppesen & Brandrud) Niskanen & Liimat. 2022[4]
- Calonarius platypus (M.M. Moser) Niskanen & Liimat. 2022[3]
- Calonarius rufo-olivaceus (Pers.) Niskanen & Liimat. 2022 – tzw. zasłonak gniadofioletowy
- Calonarius sodagnitus (Rob. Henry) Niskanen & Liimat. 2022[5]
- Calonarius splendens (Rob. Henry) Niskanen & Liimat. 2022 – tzw. zasłonak piękny
- Calonarius sulfurinus (Quél.) Niskanen & Liimat. 2022 – tzw. zasłonak siarkowy

Nazwy naukowe na podstawie Index Fungorum. Wykaz gatunków i nazwy polskie według Władysława Wojewody (gatunki bez przypisów), oraz innych (z przypisem). Gdy W. Wojewoda w 2003 r. podał polskie nazwy, gatunki te należały do rodzaju Cortinarius (zasłonak), po przeniesieniu do rodzaju Calonarius stały się niespójne z aktualną nazwą naukową.